# Mitrephanes olivaceus
Mitrephanes olivaceus là một loài chim trong họ Tyrannidae.